# ラースロー・ヘルタイ
ラースロー・ヘルタイ（László Heltay）は、ハンガリー出身、イギリス国籍の指揮者、合唱指揮者。

## 略歴
ブダペストに生まれ、リスト音楽院でコダーイとバールドシュに師事する。1957年にイギリスに帰化し、1964年にニュージーランド交響楽団の副指揮者、ニュージーランド・オペラの音楽監督となる。イギリスに帰国後、オットー・クレンペラーのアシスタントとなるが、1967年にはブライトン・フェスティバルに招かれ、ブライトン・フェスティバル合唱団の創設に携わり、その音楽監督となる。また1975年にはアカデミー室内管弦楽団に付属する合唱団（Chorus of St. Martin-in-the-Fields）を創設し、1999年まで合唱指揮者を務めた。さらにメレディス・デイヴィスの後を受けてロイヤル・コーラル・ソサエティ（王立合唱協会）の常任指揮者となり、1993年までその職にあった。現在はバルセロナに在住し、活動を続けている。